# Nobuo Uemacu
Nobuo Uemacu (japonsky 植松 伸夫, Uemacu Nobuo) (* 21. března 1959) je japonský skladatel hudby pro počítačové hry. Je považován za jednoho z nejznámějších a respektovaných umělců v oblasti počítačových her, především díky jeho tvorbě soundtracku k sérii Final Fantasy, z nichž některé skladby konkurují v žebříčcích vážné hudby i klasickým skladatelům.
Uemacu vstoupil v roce 1986 do Square (později Square Enix), kde potkal tvůrce Final Fantasy Hironobua Sakagučiho. Square Enix opustil až po téměř 20 letech a založil svou vlastní firmu Smile Please a výrobní společnost Dog Ear Records. Od té doby pracuje jako profesionál převážně na hrách vytvářených Square Enix a Sakagučiho výrobním studiem Mistwalker.

## Biografie
Uemacu se narodil v Kóči. Zhruba od svých 12 let se začal zajímat o hudbu od Eltona Johna a začal hrát na klavír jako samouk. Nikdy nechodil do žádné hudební školy ani neabsolvoval žádné lekce hudby. Ve svých 22 letech dostudoval na Univerzitě Kanagawa angličtinu na jazykové katedře a do té doby vystřídal několik amatérských hudebních skupin, kde v sobě objevil talent k psaní hudby, což mu umožnilo živit se příležitostně jako hudební skladatel pro televizní reklamy. Po ukončení studií pracoval v půjčovně hudebních nástrojů. V roce 1985 se setkal s jedním ze svých přátel, jenž byl zaměstnancem společnosti Square, a nabídnul mu práci skladatele hudby do počítačových her. Uemacu souhlasil a původně práci považoval jen za přivýdělek. Tehdy nastoupil na cestu uznávaného hudebního skladatele, když o rok později už ve Square skládal hudbu do her na konzole NES a další 8-bity na plný úvazek.

### Square a The Black Mages
První hra, jejíž soundtrack zkomponoval, byla Cruise Chaser Blassty z roku 1986. Ve Square se seznámil s Hironobuem Sakagučim, jenž ho požádal o zkomponování hudby do jeho her, s čímž souhlasil. V letech 1986 a 1987 se podílel na tvorbě více než deseti titulů, z nichž ale prakticky žádný nebyl úspěšný a společnost se dostala do finančních potíží. V roce 1987 se tedy se Sagakučim dohodl na tvorbě RPG hry, jež měla být posledním Sagakučiho počinem ve společnosti Square: Final Fantasy. Ta však byla pro společnost, jejího šéfdesignéra Sakagučiho i Nobua Uemacuho samotného velkým úspěchem. Veřejnost si ve hře všimla i právě hudby, jež si získala své fanoušky nejen výborným provedením, ale i díky stylu, jaký Uemacu použil.
I proto byl po rozhodnutí vyrobit druhý díl Final Fantasy jasnou volbou, kdo bude dělat hudbu. Od té doby složil pro Square hudbu k více než 30 dalším hrám, ale nejvíce byl znám veřejnosti jako autor hudby k Final Fantasy. Prokázal i značnou míru loajality a flexibility, když dokončil soundtrack ke hře Chrono Trigger za svého kolegu Jasunoriho Micudu, jenž musel ze zdravotních důvodů náhle od projektu odstoupit. V roce 2000 poprvé nakoukl do filmu, když dostal kontrakt na složení hudby k anime Ah! My Goddess: The Movie a Final Fantasy: Unlimited.
Kromě toho všeho se věnoval i sólovým projektům bez ovlivnění Squarem, když měl čas. V roce 1994 vydal svou debutovou desku Phantasmagoria s několika písněmi ve stylu New Age, jejichž nahrávání ve studiu sám dirigoval. Postupem času ale Uemacu ztrácel energii i inspiraci a přestože bylo čtyřdílné album k Final Fantasy IX jedno z nejlepších, které složil, na další díl, Final Fantasy X, si v roce 2001 už vybral spolupracovníky Masašiho Hamauzua a Junju Nakano. Byl to také první díl série, kterému nekomponoval hudbu sám. Hudbu k Final Fantasy XI již víceméně přenechal Naošimu Mizutovi a Kumimu Taniokovi a sám se podílel jen na 11 skladbách.
Tuto tvůrčí krizi víceméně překonal, když jeho kolegové ze Square-Enixu Keničiro Fukui a Cujoši Sekito v roce 2002 založili hudební skupinu The Black Mages a požádali Uemacua, aby do ní vstoupil. Zprvu tuto nabídku odmítal kvůli pracovnímu vytížení, nakonec ale souhlasil, když ho nalákali na pozici klávesisty při živém koncertování. Skupina, jež nabrala do svých řad ještě tři další muzikanty, do svého repertoáru zařadila mnohé Uemacuho písně, jež si získaly ve hrách ze série Final Fantasy mnoho fanoušků. Ty převlékli do rockového kabátu a vydali je na tři alba.

### Hudebník na volné noze
V roce 2004 opustil společnost Square Enix a založil si vlastní společnost Smile Please, která úspěšně spolupracovala s Uemacuovým bývalým zaměstnavatelem, zejména v organizaci koncertních turné hudby z videoher (převážně Final Fantasy) po Severní Americe. S tímto vlastním studiem se mohl více věnovat svým vlastním projektům i koncertům skupiny The Black Mages. Dalším důvodem osamostatnění bylo i stěhování sídla společnosti Square Enix do nových prostor, které mu nevyhovovaly. Se Square Enix v roce 2005 spolupracoval na hudbě k filmu Final Fantasy VII: Advent Children a navrhl i úvodní melodii k nové Final Fantasy XII. K sérii se naplno vrátil až ve Final Fantasy XIV v roce 2010, jejíž hudbu poprvé od časů devátého dílu zkomponoval zcela sám. Nabídku od Square Enixu měl už na XIII, ale upřednostnil raději 14. díl.
Spolupráci navázal i se studiem Mistwalker, jež vedl jeho dlouholetý kolega ze Square Hironobu Sakaguči, kde komponoval hudbu k titulům Blue Dragon, Lost Odyssey a Away Shuffle Dungeon. V dalších letech pracoval i na dalších projektech jiných vývojářských studií. Po rozpadu The Black Mages s dalšími bývalými členy této skupiny založil v roce 2011 skupinu Earthbound Papas, která navazuje na předešlou práci.
V roce 2012 také přišlo prestižní ocenění, když jeho píseň o postavě z Final Fantasy VII jménem Aerith (Aerith Theme) získala 16. příčku v hlasování o nejlepší klasickou melodii hitparády britského rádia Classic FM, jež vysílá do celého světa. O rok později se jeho hudba posunula dokonce na třetí příčku.

## Diskografie
| Počítačové hry | Počítačové hry                        | Počítačové hry                                 | Počítačové hry                                               |
| Rok            | Název díla                            | Role                                           | Spolupracovníci                                              |
| -------------- | ------------------------------------- | ---------------------------------------------- | ------------------------------------------------------------ |
| 1986           | Cruise Chaser Blassty                 | Skladatel/úpravy                               | Takaši Uno                                                   |
| 1986           | Alpha                                 | Skladatel/úpravy                               |                                                              |
| 1986           | King's Knight                         | Skladatel/úpravy                               |                                                              |
| 1986           | Suishō no Dragon                      | Skladatel/úpravy                               |                                                              |
| 1987           | 3-D WorldRunner                       | Skladatel/úpravy                               |                                                              |
| 1987           | Apple Town Story                      | Skladatel/úpravy                               |                                                              |
| 1987           | Mystery Quest                         | Skladatel/úpravy                               |                                                              |
| 1987           | Genesis                               | Skladatel/úpravy                               |                                                              |
| 1987           | Aliens                                | Skladatel/úpravy                               |                                                              |
| 1987           | Cleopatra no Mahou                    | Skladatel/úpravy                               |                                                              |
| 1987           | Rad Racer                             | Skladatel/úpravy                               |                                                              |
| 1987           | Nakayama Miho no Tokimeki High School | Skladatel/úpravy                               | Tošiaki Imai                                                 |
| 1987           | JJ: Tobidase Daisakusen Part II       | Skladatel/úpravy                               |                                                              |
| 1987           | Final Fantasy                         | Skladatel/úpravy                               |                                                              |
| 1988           | Hanjuku Hero                          | Skladatel/úpravy                               |                                                              |
| 1988           | Final Fantasy II                      | Skladatel/úpravy                               |                                                              |
| 1989           | Square's Tom Sawyer                   | Skladatel/úpravy                               |                                                              |
| 1989           | The Final Fantasy Legend              | Skladatel/úpravy                               |                                                              |
| 1990           | Final Fantasy III                     | Skladatel/úpravy                               |                                                              |
| 1990           | Rad Racer II                          | Skladatel/úpravy                               |                                                              |
| 1990           | Final Fantasy Legend II               | Skladatel/úpravy                               | Kendži Ito                                                   |
| 1991           | Final Fantasy IV                      | Skladatel/úpravy                               |                                                              |
| 1992           | Romancing SaGa                        | Úprava písně "Heartful Tears"                  |                                                              |
| 1992           | Final Fantasy V                       | Skladatel/úpravy                               |                                                              |
| 1993           | Romancing SaGa 2                      | Úprava dvou písní                              |                                                              |
| 1994           | Final Fantasy VI                      | Skladatel/úpravy                               |                                                              |
| 1995           | Chrono Trigger                        | Skladatel/úpravy                               | Jasunori Micuda a Noriko Macueda                             |
| 1996           | DynamiTracer                          | Skladatel/úpravy                               |                                                              |
| 1996           | Front Mission: Gun Hazard             | Skladatel/úpravy                               | Jasunori Micuda, Masaši Hamauzu, Junja Nakano                |
| 1997           | Final Fantasy VII                     | Skladatel/úpravy                               |                                                              |
| 1999           | Final Fantasy VIII                    | Skladatel/úpravy                               |                                                              |
| 2000           | Final Fantasy IX                      | Skladatel/úpravy                               |                                                              |
| 2001           | Final Fantasy X                       | Skladatel/úpravy                               | Masaši Hamauzu a Junja Nakano                                |
| 2002           | Final Fantasy XI                      | Skladatel/úpravy                               | Naoši Mizuta a Kumi Tanioka                                  |
| 2002           | Final Fantasy Origins                 | Úpravy skladeb z Final Fantasy                 |                                                              |
| 2003           | Final Fantasy Tactics Advance         | Skladatel (1 píseň)                            | Hitoši Sakimoto, Kaori Ókoši, Ajako Saso                     |
| 2003           | Hanjuku Hero Tai 3D                   | Skladatel/úpravy                               |                                                              |
| 2005           | Hanjuku Hero 4: 7-Jin no Hanjuku Hero | Skladatel                                      | Kendži Ito a další spolupracovníci                           |
| 2005           | Egg Monster Hero                      | Skladatel                                      |                                                              |
| 2006           | Final Fantasy XII                     | Skladatel (závěrečná píseň "Kiss Me Good-Bye") |                                                              |
| 2006           | Blue Dragon                           | Skladatel                                      |                                                              |
| 2007           | Anata o Yurusanai                     | Skladatel                                      | mnoho                                                        |
| 2007           | Lost Odyssey                          | Skladatel                                      |                                                              |
| 2008           | Super Smash Bros. Brawl               | Skladatel (1 píseň)                            | mnoho                                                        |
| 2008           | Lord of Vermilion                     | Skladatel                                      |                                                              |
| 2008           | Blue Dragon Plus                      | Skladatel/úpravy                               |                                                              |
| 2008           | Away: Shuffle Dungeon                 | Skladatel/úpravy                               |                                                              |
| 2009           | Blue Dragon: Awakened Shadow          | Skladatel/úpravy                               |                                                              |
| 2009           | Sakura Note                           | Skladatel/úpravy                               |                                                              |
| 2009           | Kurulin Fusion                        | Hudební režie                                  |                                                              |
| 2010           | Lord of Vermilion II                  | Skladatel (1 píseň)                            | Hitoši Sakimoto                                              |
| 2010           | Final Fantasy XIV                     | Skladatel (pouze první vydání bez datadisků    |                                                              |
| 2010           | Lord of Arcana                        | Skladatel                                      | Keničiro Fukui, Satoši Henmi                                 |
| 2011           | The Last Story                        | Skladatel                                      |                                                              |
| 2011           | UnchainBlades ReXX                    | Skladatel                                      | Cutomu Narita                                                |
| 2012           | Jyuzaengi: Engetsu Sangokuden         | Skladatel                                      | Kevin Penkin                                                 |
| 2012           | Hyperdimension Neptunia Victory       | Skladatel                                      | Kendži Kaneko a Kendži Ito                                   |
| 2012           | UnchainBlades EXXiV                   | Skladatel                                      | Cutomu Narita, Mičio Okamija a Jošitaka Hirota               |
| 2012           | Fantasy Life                          | Skladatel                                      |                                                              |
| 2013           | NORN9                                 | Skladatel (Úvod) Kevin Penkin                  |                                                              |
| 2013           | Lord of Vermilion III                 | Skladatel (Úvod)                               | Tachytelic                                                   |
| 2013           | Ragnarok Odyssey Ace                  | Skladatel (1 skladba)                          | Kumi Tanioková a Keigo Ozaki                                 |
| 2013           | Fairy Fencer F                        | Skladatel                                      | Mnoho dalších skladatelů                                     |
| 2013           | Hometown Story                        | Skladatel                                      | Cutomu Narita                                                |
| 2013           | Oceanhorn: Monster of Uncharted Seas  | Skladatel                                      | Kendži Ito, Kalle Ylitalo, Tapio Liukkonen                   |
| 2013           | Wonder Flick                          | Skladatel                                      |                                                              |
| 2014           | Granblue Fantasy                      | Skladatel                                      | Cutomu Narita                                                |
| 2014           | Tokyo Twilight Ghost Hunters          | Skladatel (Úvodní znělka)                      | THE KEY PROJECT, Kazunori Ašizawa a Takaši Nitta             |
| 2014           | Terra Battle                          | Skladatel                                      | Kendži Ito, Joko Šimomura, Jasunori Micuda a Hitoši Sakimoto |
| 2015           | Chunithm: Seelisch Tact               | Skladatel ("Theme of SeelishTact")             |                                                              |
| 2015           | Fairy Fencer F: Advent Dark Force     | Skladatel (2 skladby)                          | Mnoho dalších                                                |
| 2016           | Super Sensogg                         | Skladatel                                      |                                                              |
| 2017           | Terra Battle 2                        | Skladatel                                      |                                                              |
| 2017           | Final Fantasy XV: Comrades            | Skladatel                                      | Mnoho dalších                                                |
| 2019           | Terra Wars                            | Skladatel                                      |                                                              |
| 2020           | Final Fantasy VII Remake              | Skladatel                                      | Masaši Hamauzu a Micuto Suzuki                               |
| 2021           | Fantasian                             | Skladatel                                      |                                                              |
| 2021           | Dungeon Encounters                    | Hudební režie                                  |                                                              |
| 2023           | Granblue Fantasy: Relink              | Skladatel                                      | Cutomu Narita                                                |

| Další práce | Další práce                                 | Další práce                 | Další práce                                                           |
| Rok         | Název díla                                  | Role                        | Spolupracovníci                                                       |
| ----------- | ------------------------------------------- | --------------------------- | --------------------------------------------------------------------- |
| 1994        | Phantasmagoria                              | Skladatel/úpravy            |                                                                       |
| 1998        | Ten Plants                                  | Skladatel                   | mnoho                                                                 |
| 1999        | Ten Plants 2: Children Songs                | Skladatel                   | mnoho                                                                 |
| 2000        | Ah! My Goddess: The Movie                   | Skladatel                   | Širo Hamaguči                                                         |
| 2001        | Final Fantasy: Unlimited                    | Skladatel                   | Širo Hamaguči a Akifumi Tada                                          |
| 2003        | The Black Mages                             | Skladatel                   |                                                                       |
| 2004        | The Black Mages II: The Skies Above         | Skladatel                   |                                                                       |
| 2005        | Final Fantasy VII Advent Children           | Skladatel                   | Kejdži Kawamori, Keničiro Fukuji, Cujoši Sekito                       |
| 2007        | Blue Dragon (Anime)                         | Skladatel                   |                                                                       |
| 2008        | The Black Mages III: Darkness and Starlight | Skladatel                   |                                                                       |
| 2008        | Blue Dragon: Tenkai no Shichi Ryuu          | Skladatel                   |                                                                       |
| 2009        | Guin Saga                                   | Skladatel                   |                                                                       |
| 2010        | Nobuo Uematsu's 10 Short Stories            | Skladatel                   |                                                                       |
| 2011        | Earthbound Papas: Octave Theory             | Skladatel                   |                                                                       |
| 2011        | Play For Japan: The Album                   | Skladatel (1 píseň)         | Akira Jamaoka, Woody Jackson, Bear McCreary, Jasunori Micuda, a další |
| 2012        | Fairy Tail the Movie: The Phoenix Priestess | Skladatel (závěrečná píseň) | Jasuharu Takanaši                                                     |
| 2012        | Reiki Japan                                 | Skladatel/Úpravy            |                                                                       |
| 2013        | Blik-0 1946                                 | Skladatel/Příběh            |                                                                       |
| 2013        | Earthbound Papas: Dancing Dad               | Skladatel/Klávesista        | Earthbound Papas                                                      |
| 2017        | Granblue Fantasy Anime                      | Skladatel                   | Cutomu Narita a Jasunori Nišiki                                       |